# Дисфункция
Дисфу́нкция (от лат. dys — плохой, затрудненный + functio — действие, осуществление) — нарушение деятельности.
Как социологическое понятие означает некорректное выполнение определённой функции, выступает её противоположностью. Другими словами,

«социальная деятельность или институт имеет дисфункции тогда, когда некоторые из её или его последствий препятствуют другой деятельности или другому институту». 

— Роберт Кинг Мертон